# Метод д'Ондта
Метод д'Ондта — це спосіб розподілу мандатів при пропорційному представництві. Його запропонував бельгійський математик Віктор д'Ондт. Цей спосіб сьогодні використовує низка країн: Албанія, Аргентина, Австрія, Бельгія, Бразилія, Болгарія, Угорщина, Венесуела, Східний Тимор, Німеччина, Данія, Ісландія, Іспанія, Ізраїль, Колумбія, Північна Македонія, Молдова, Нідерланди, Парагвай, Польща, Португалія, Румунія, Північна Ірландія, Сан-Марино, Сербія, Словенія, Туреччина, Уельс, Фінляндія, Хорватія, Чорногорія, Чехія, Чилі, Шотландія, Еквадор, Естонія, Японія.

## Опис
При використанні методу д'Ондта місця розподіляються послідовно, одне за іншим. На кожному кроці чергове місце присуджується тій партії, яка володіє найбільшою квотою, що обчислюється за формулою {\displaystyle V/(s+1)}, де
- V — загальна кількість голосів, поданих за партію;
- S — кількість місць, отриманих партією до даного кроку.

Після присудження місця квота партії перераховується з урахуванням нової кількості отриманих місць.

## Приклад
Припустимо, що у виборах у законодавчий орган, що складається з 10 депутатів, брали участь три партії, що набрали 50, 42 і 19 тис. голосів. По методу д'Ондта вони одержать 5, 4 і 1 місце відповідно. У таблиці нижче продемонстровано покрокове застосування методу. У кожному рядку вказані квоти партій, найбільша з них виділена жирним шрифтом.
| Місце | Партія 1 | Партія 2 | Партія 3 |
| ----- | -------- | -------- | -------- |
| 1     | 50000    | 42000    | 19000    |
| 2     | 25000    | 42000    | 19000    |
| 3     | 25000    | 21000    | 19000    |
| 4     | 16666    | 21000    | 19000    |
| 5     | 16666    | 14000    | 19000    |
| 6     | 16666    | 14000    | 9500     |
| 7     | 12500    | 14000    | 9500     |
| 8     | 12500    | 10500    | 9500     |
| 9     | 10000    | 10500    | 9500     |
| 10    | 10000    | 8400     | 9500     |

## Метод Джефферсона
Еквівалетним до методу д'Ондта є метод Джефферсона, запропонований у 1792 році Томасом Джефферсоном для обчислення представництва штатів у американському Конгресі. За цим методом спершу обчислюється квота {\displaystyle D={\frac {T}{n}},} де T - загальна кількість виборців, n — кількість місць у парламенті. Якщо визначити числа {\displaystyle n_{i}=\left\lfloor {\frac {P_{i}}{D}}\right\rfloor ,} де {\displaystyle P_{i}} — кількість голосів за кожну партію, а {\displaystyle n_{i}} — заокруглене донизу значення дробу, то сума {\displaystyle n_{i}} буде загалом менша ніж n. Метод Джеферсона полягає у віднайденні такого числа d, щоб сума чисел {\displaystyle n_{i}=\left\lfloor {\frac {P_{i}}{D-d}}\right\rfloor ,} була рівною n. Квота D-d належить деякому проміжку чисел, найбільше з яких рівне останньому числу, що обирається за методом д'Ондта звідки й випливає рівність двох методів.
Для поданого вище прикладу 
{\displaystyle T=111\,000,~n=10,~D=11\,100,}
{\displaystyle P_{1}=50\,000/11\,100\approx 4{,}5,~P_{2}=42\,000/11\,100\approx 3{,}78,~P_{3}=19\,000/11\,100\approx 1{,}7.}
Заокруглюючи маємо що 4 + 3 + 1 = 8. Для того щоб сума заокруглених часток була рівна десяти в даному прикладі D-d має належати проміжку [10 000; 9 500).

## Застосування
При розподілі місць методом д'Ондта представництво партій приблизно пропорційне поданим за них голосам, однак округлення, що використовується в методі, дає перевагу більш великим партіям. Це добре помітно на прикладі другої і третьої партій вище. Цю особливість усунуто в методі Сант-Лагьє, де округлення «коаліційно нейтральне».
Метод д'Ондта нерідко використовується в поєднанні з відсотковим бар'єром, наприклад, в Ізраїлі (2%), Іспанії (3%), Словенії (4%), Туреччині (10%), Польщі (5% або 8% для коаліцій), Ісландії, Румунії та Сербії (5%), а також Бельгії та Хорватії (5%).